# Pterygota forbesii
Pterygota forbesii är en malvaväxtart som beskrevs av Muell.. Pterygota forbesii ingår i släktet Pterygota och familjen malvaväxter. Inga underarter finns listade i Catalogue of Life.